# Estação Ferroviária de Arco de Baúlhe

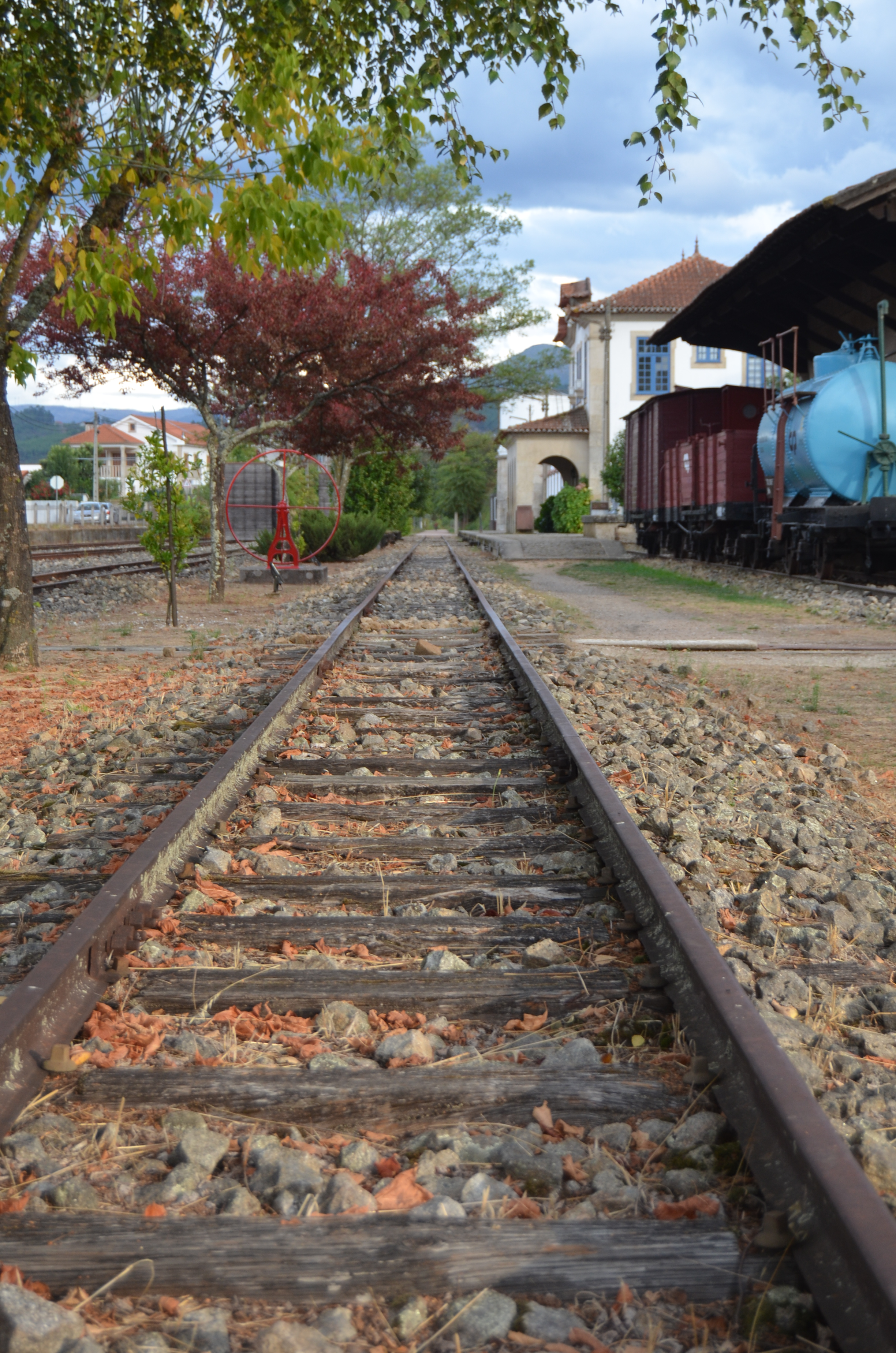
Perspetiva da estação de Arco de Baúlhe, em 2018.

A Estação Ferroviária de Arco de Baúlhe é uma antiga interface da Linha do Tâmega, que servia a localidade de Arco de Baúlhe, no concelho de Cabeceiras de Basto, em Portugal. Foi inaugurada em 15 de Janeiro de 1949, e encerrada em 1990.

## Descrição

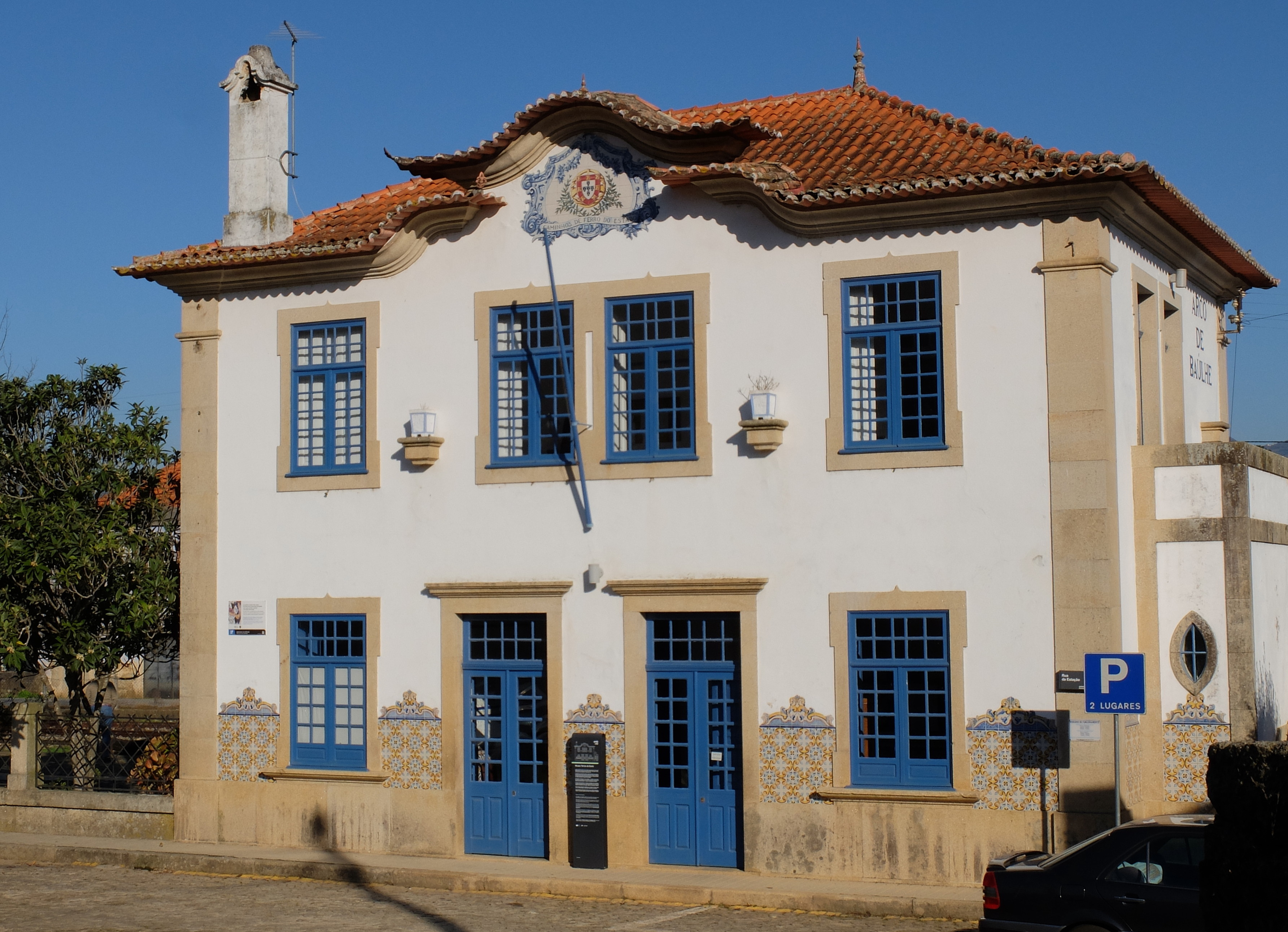
Fachada exterior da estação de Arco de Baúlhe, em 2016.

### Localização e acessos
Situa-se na Rua da Estação da localidade nominal, distando três quartos de quilómetro do seu centro (Ig. S. Martinho).

### Infraestrutura
O edifício de passageiros situa-se do lado sul-sudoeste da via (lado direito do sentido descendente, para Livração).

#### Núcleo Museológico
Nas antigas dependências da Estação, foi instalado o Núcleo Museológico de Arco de Baúlhe. Manteve-se para este efeito o complexo ferroviário existente à época de uso corrente, correspondendo aos últimos 400 m de via.

## História

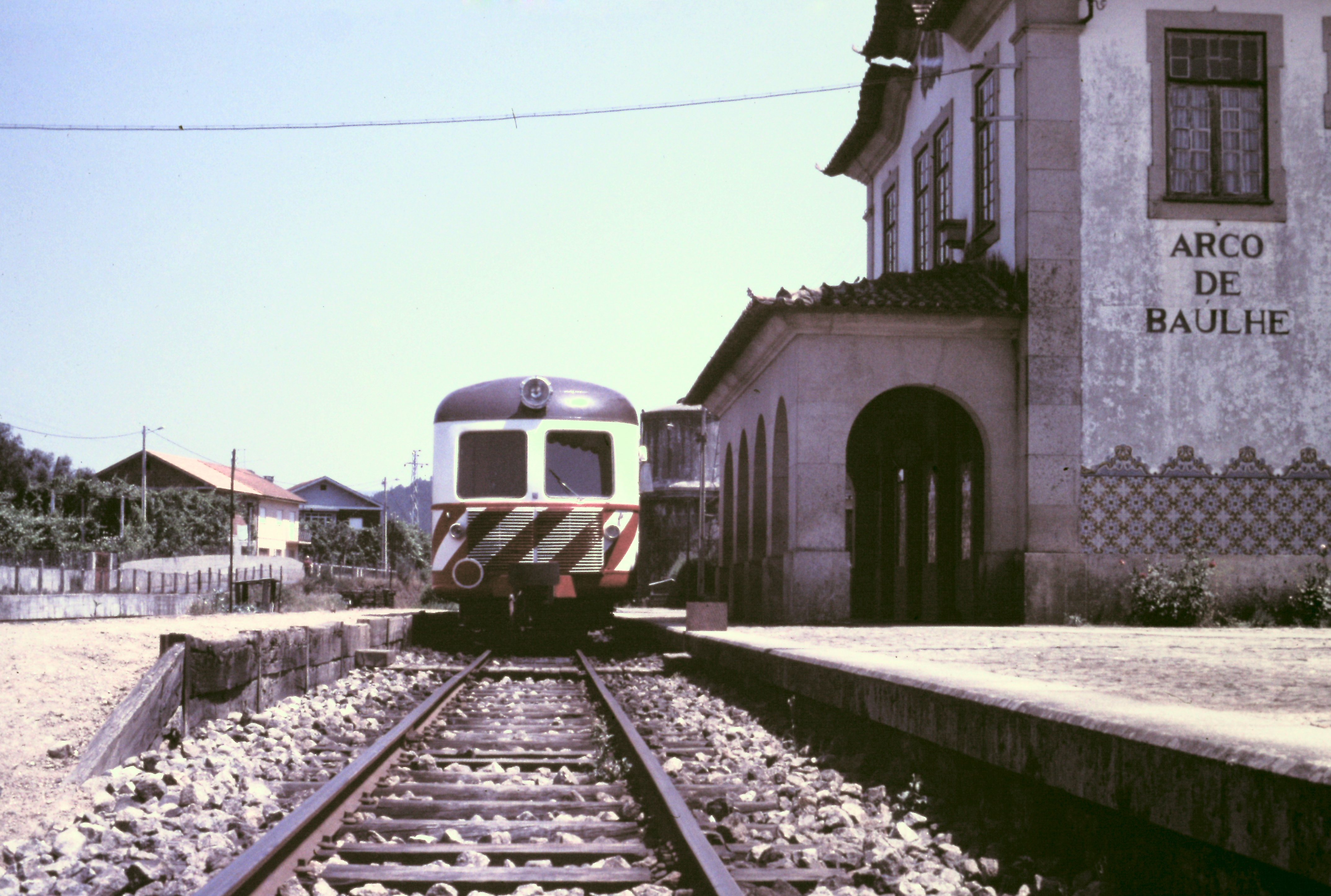
Automotora tipo 9100 na década de 1980.

### Planeamento, construção e inauguração
A construção da Linha do Tâmega iniciou-se em Março de 1905, tendo o primeiro lanço, entre Livração e Amarante, sido inaugurado a a 21 de Março de 1909. A linha chegou ao Apeadeiro de Chapa em 22 de Novembro de 1926.
No Plano Geral da Rede Ferroviária, aprovado pelo Decreto 18.190 de 28 de Março de 1930, estava prevista a continuação da Linha do Tâmega até entroncar na Linha do Corgo em direção a Chaves, passando por Arco de Baúlhe. A partir desta estação, também devia partir a Linha do Ave, em direção a Fafe, que terminaria no Caniços, na Linha de Guimarães. Ambos os lanços deveriam fazer parte da Transversal de Trás-os-Montes, um conjunto de linhas e ramais ligando entre si todas as linhas férreas de via estreita a Norte do Rio Douro.  Em 20 de Março de 1932, foi inaugurada a linha até à Estação Ferroviária de Celorico de Basto. Em meados desse ano, a autarquia de Ribeira de Pena pediu que a linha fosse continuada até Arco de Baúlhe.
Em 14 de Abril de 1934, a Comissão Administrativa do Fundo Especial de Caminhos de Ferro aprovou a abertura do concurso para este troço, incluindo os acessos rodoviários à futura estação de Arco de Baúlhe. Em 1938, este lanço estava em construção. Porém, as obras foram condicionadas devido a problemas financeiros, tendo a circulação de comboios de passageiros sido suspensa nos princípios da década de 1940, quando a linha estava quase a chegar a Arco de Baúlhe. Os trabalhos foram posteriormente retomados, encontrando-se muito adiantados em Novembro de 1948.

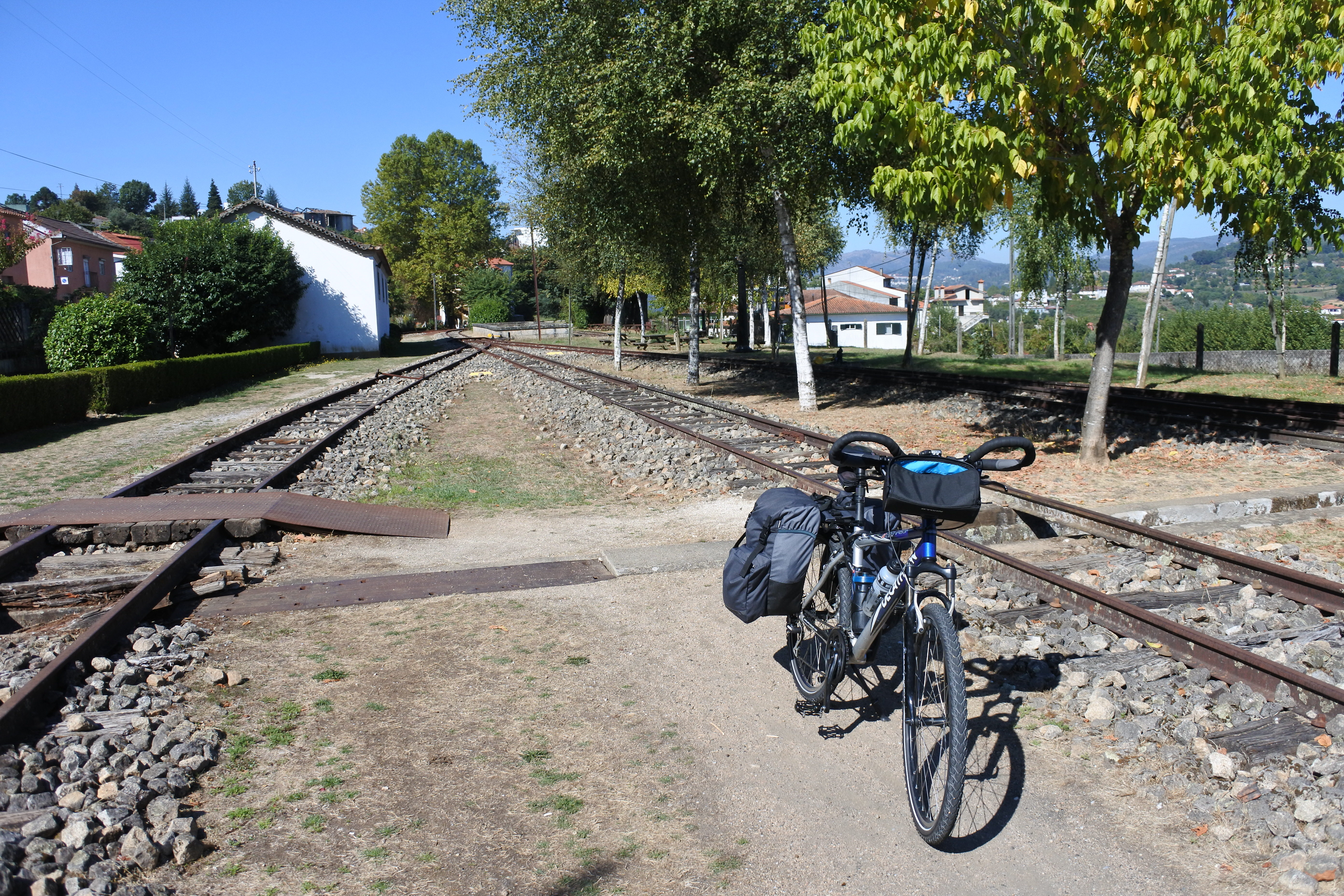
Vias na antiga estação de Arco de Baúlhe, em 2016

O primeiro comboio, composto por uma locomotiva e quatro carruagens transportando os trabalhadores da linha, chegou a Arco de Baúlhe por volta das 15 horas de 15 de Novembro de 1948, sendo recebida na estação por uma multidão e uma banda de música. A inauguração oficial da linha e a abertura à exploração deram-se no dia 15 de Janeiro de 1949, pela Companhia dos Caminhos de Ferro Portugueses, tendo sido organizado um comboio especial para a cerimónia, transportando os convidados, incluindo o Ministro das Comunicações, Manuel Gomes de Araújo, o director-geral dos caminhos de ferro, Rogério Vasco Ramalho, e o director-geral da Companhia dos Caminhos de Ferro Portugueses, Roberto de Espregueira Mendes. O comboio inaugural, rebocado pela locomotiva 207, chegou a Arco de Baúlhe por volta das 11 horas. Foi recebido com grande júbilo pela população reunida na gare e por bandas de música, tendo sido lançados vários foguetes. Na estação, realizou-se uma sessão solene, dirigida por Gomes de Araújo, e na qual discursaram o presidente da Câmara Municipal de Cabeceiras de Basto, Albino Teixeira da Silva, do deputado Alberto da Cruz, e José Alberto dos Reis, em representação da Companhia dos Caminhos de Ferro Portugueses. Após o encerramento da sessão solene, foram condecorados seis funcionários da Companhia, e inaugurada uma feira de gado bovino, seguida do almoço. Às 15 horas, o comboio saiu na direcção de Mondim de Basto, onde foi concluída a cerimónia de inauguração. No mesmo dia, realizou-se o primeiro comboio regular entre Livração e Arco de Baúlhe.

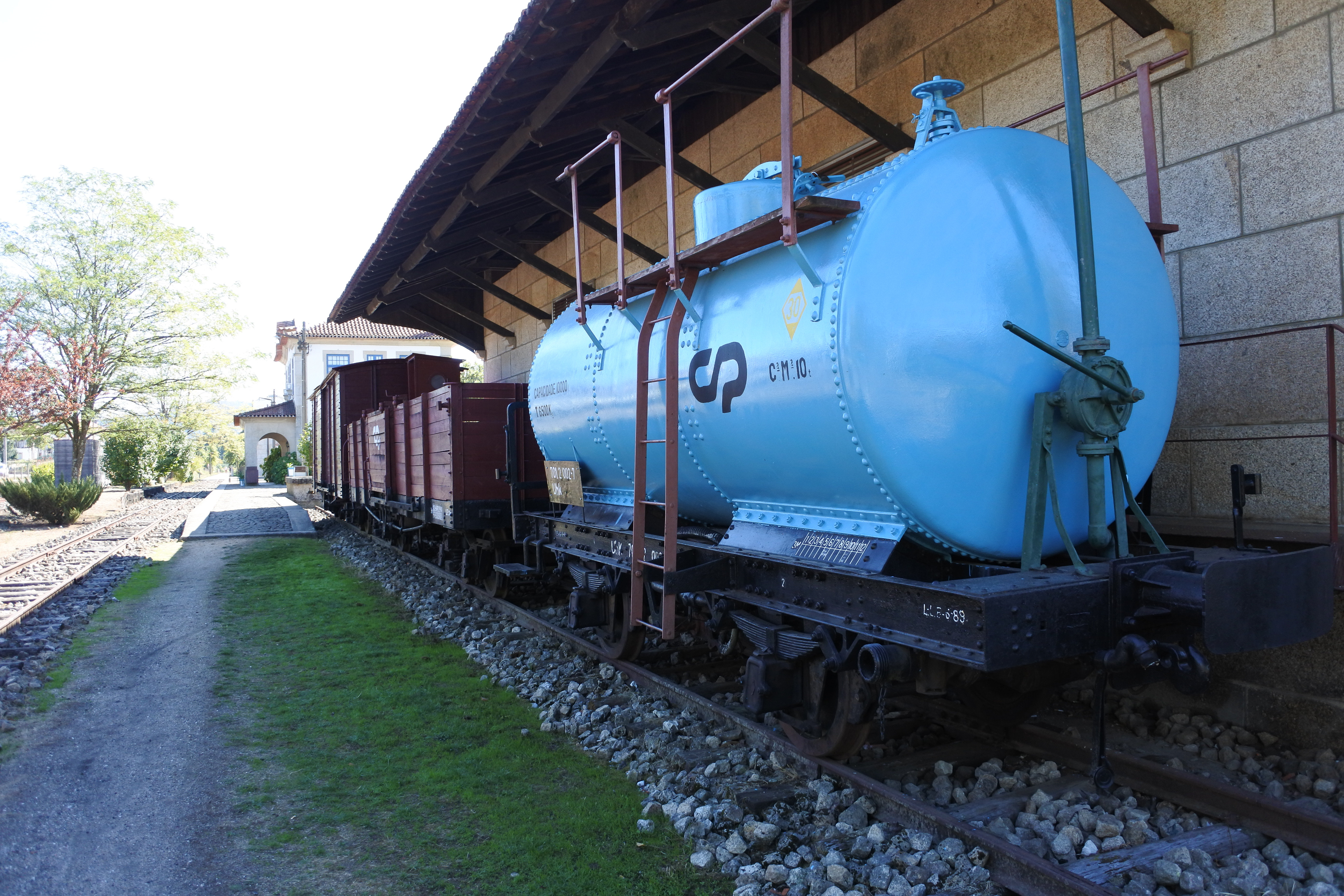
Vagões na antiga estação de Arco de Baúlhe, em 2016.

Durante a cerimónia de inauguração, José Alberto dos Reis defendeu a construção de uma linha férrea entre Arco de Baúlhe a Fafe, conhecida como Linha do Basto, que não foi incluída no Plano Geral. O jornalista Guerra Maio também apoiou a ligação a Fafe, uma vez que melhoraria as comunicações entre o Porto e Cabeceiras de Basto, e criticou a planeada continuação até à Linha do Corgo, devido não só ao péssimo traçado que seria necessário para chegar a Vila Pouca de Aguiar ou Pedras Salgadas, mas também porque aquela zona já estava servida pela própria Linha do Corgo. Desvalorizou igualmente a planeada Linha do Vale do Ave, uma vez que o seu traçado ficaria em grande parte paralelo às das Linhas de Guimarães e Braga.

No Diário do Governo n.º 45, II Série, de 24 de Fevereiro de 1949, foi publicado um diploma que aprovou o processo de expropriação de uma parcela de terreno junto à estação, para a construção de uma placa de dez metros. O edifício da estação foi construído no estilo tradicional português.

### Declínio e encerramento
Alegando reduzido movimento, a empresa Caminhos de Ferro Portugueses encerrou o lanço entre Arco de Baúlhe e Amarante em 2 de Janeiro de 1990, como parte de um programa de reestruturação.

Em 2013 passou a integrar a Ecopista do Tâmega. Esta estação encontra-se em excelente estado de conservação e apresenta linhas e uma ligação ferroviária ao museu.[carece de fontes?]